# Жени Пашова
Жени Пашова е българска куклена актриса и режисьорка. Професор в НАТФИЗ „Кръстьо Сарафов“

## Професионална биография
Завършва актьорско майсторство за куклен театър в (София) през 1976 г. В периода 1980 – 1983 г. е актриса в Държавния куклен театър – Пловдив, от 1983 до 1992 г. – в Централния куклен театър в София, а от 1992 до 2004 г. – в Театър „Ателие 313“ – София. Играе роли в различни куклени и драматични театри в страната.
От 1982 г. е асистент по актьорство за куклен театър в НАТФИЗ, а през 2000 г. става професор.
Участва с представления на международни фестивали в Холандия, Австрия, Германия, Тунис, Турция, Индия, Япония, Мексико, Великобритания, Испания и др.
Режисира продукции като „Пепеляшка“, „Котки върху старите покриви“, „Безсъние“, „Отвъд граници“, „Джак и бобеното стъбло“, „Красавицата и звярът“, „Танго“ и др. в България, Хърватска, Чехия, Унгария и Румъния.
Носителка е на множество награди за актьорско майсторство и режисура.
На Стената на славата пред Театър 199 има пано с нейните отпечатъци.

## Творческа реализация
По-значими спектакли:
- 1981 – „Карнавал на животните“ (реж. Н. Георгиева), Куклен театър – Пловдив.

- 1982 – „Светлосиният Петър“ (реж. П. Пашов), Куклен театър – Пловдив.

- 1984 – „Мечето Рим-Чим-Чи“ (реж. Ат. Илков) Централен куклен театър, София.

- 1986 – „Бурята“ – Ариел (реж. Петър. Пашов) Централен куклен театър, София.

- 1989 – „Дон Кихот“ (реж. П. Пашов), Куклен театър – Пловдив.

- 1993 – „Вайсман и червенокожият“ (реж. Сл. Маленов), Театър 199, София.

- 1995 – „Пепеляшка“ – моноспектакъл (реж. Ж. Пашова), Театър „Ателие 313“, София.

- 1996 – „Майсторът и Маргарита“ – Маргарита (реж. Славчо Маленов) Театър „Ателие 313“, София, България.

- 2002 – „Питър Пан“ (реж. П. Пашов) Театър „Ателие 313“, София, България.

- „Приказка за 12-те месеца“, заедно с Георги Спасов
- Изпълнява „Песен на Чебурашка“ – първата от четирите песни на 45-оборотната плоча.

## Награди
1979 – Най-добра актриса – Международен студентски фестивал в Бялисток, Полша.
1982 – Актриса на годината за „Светлосиният Петър“ от Урбан Дюла – Съюз на артистите в България.
1990 – Най-добра актриса за ролята на Дулсинея, „Дон Кихот“ – Международен куклен фестивал „Хора и кукли“, Плевен, България.
1996 – Най-добра актриса за ролите в „Пепляшка“ – Международен куклен фестивал „Златният делфин“, Варна, България.
1996 – Най-добър режисьор за „Пепеляшка“ – Международен куклен фестивал „Златният делфин“, Варна, България.
1996 – Награда за куклено изкуство – Съюз на артистите в България.
1997 – Награда за най-добро представление – „Пепеляшка“ – Международен куклен фестивал в Прага, Република Чехия.
1997 – Актьорска награда за „Пепеляшка“ – Международен куклен фестивал в Познан, Полша.
1998 – Най-добра актриса за „Пепеляшка“ – Международен куклен фестивал в Мексико сити, Мексико.
1999 – Награда за най-добро представление за „Пепеляшка“ – Международен куклен фестивал ПИФ, Загреб, Хърватска.
2002 – Най-добра актриса за ролите в „Питър Пан“ – Международен куклен фестивал „Златният делфин“, Варна, България.
2003 – Награда за най-добра актриса за ролите в „Питър Пан“ – Международен куклен фестивал „Двама са малко, трима са много“, Пловдив, България.
2004 – Дни на Българската култура в Лондон.
2004 – Международни куклени фестивали в Сан Себастиян, Толоса, Памплона, Гихон, Овиедо – Испания.
2008 – Награда на Министерство на културата, България.
2008 – Награда за режисура на „Отвъд граници“ – Международен куклен фестивал „Златният делфин“, Варна, България.

## Филмография
- „Адаптация“ (1979), 3 серии
- „Мили Бате... Писма на един дакел“ (2000), 10 епизода – гласът на дакела Джери

## Роли в дублажа
- 1998 – „101 далматинци“, Топчо
- 2000 – „Мулан“, баба Фа
- 2001 – „Снежанка и седемте джуджета“, Вещицата
- 2003 – „Клуб Маус“, различни герои
- 2012 – „Храбро сърце“, Вещицата
- 2015 – „Снежната кралица“
- 2019 – „Снежната кралица 4: Огледалното кралство“

### Режисьор на дублажа
- 2009 – „Семейство Флинтстоун: Яба Даба Ду!“ (дублаж на Тайтъл-Бе-Ге)